# Брюне, Лотар
Ло́тар Брю́не (нем. Lothar Brühne; 19 июля 1900, Берлин — 12 декабря 1958, Мюнхен) — немецкий кинокомпозитор.
Дебютировал в кино в 1933 г. и за несколько лет вошёл в круг наиболее значительных кинокомпозиторов Германии, снискав особый успех благодаря фильмам «Хабанера» (1937) с песней «Принёс мне ветер песню» (нем. Der Wind hat mir ein Lied erzählt) — одним из главных шедевров Цары Леандер, — и «Романс в миноре» (1942). После Второй мировой войны сумел благополучно продолжить карьеру, хотя настолько большого успеха уже не добивался.
В 1962 г. фамилия Брюне привлекла к себе широкое внимание в Германии в результате того, что бывшая жена композитора Вера Брюне (1910—2001) была арестована и приговорена к пожизненному заключению за убийство своего любовника.

## Музыка к фильмам
- «Рассвет» (1954)